# Diócesis de Belley-Ars
La diócesis de Belley-Ars (en latín: Dioecesis Bellicensis-Arsensis y en francés: Diocèse de Belley-Ars) es una circunscripción eclesiástica de la Iglesia católica en Francia. Se trata de una diócesis latina, sufragánea de la arquidiócesis de Lyon. Desde el 15 de junio de 2012 su obispo es Pascal Roland.

## Territorio y organización

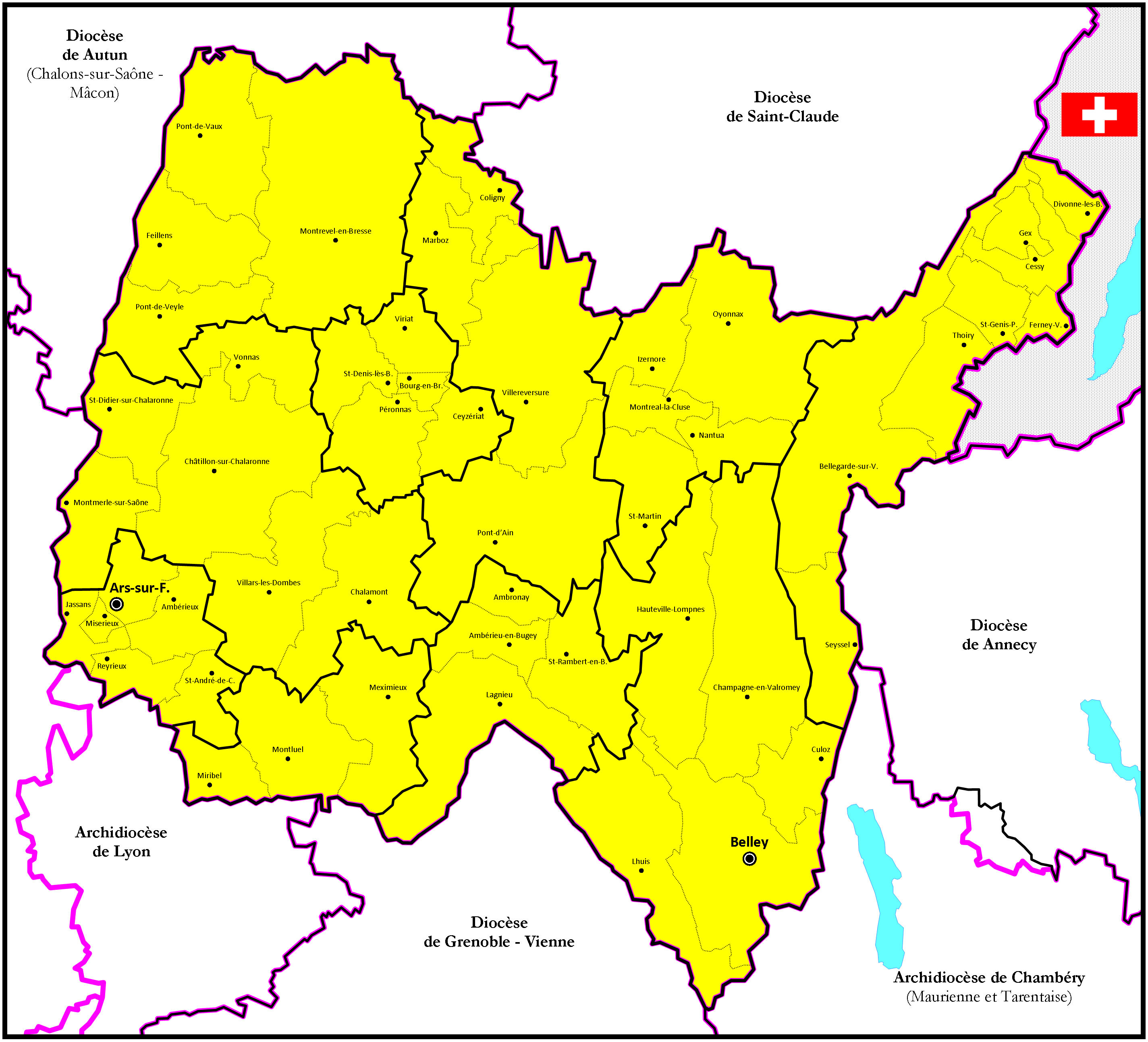
Mapa de la diócesis

La diócesis tiene 5762 km² y extiende su jurisdicción sobre los fieles católicos de rito latino residentes en el departamento de Ain, en la región de Auvernia-Ródano-Alpes.

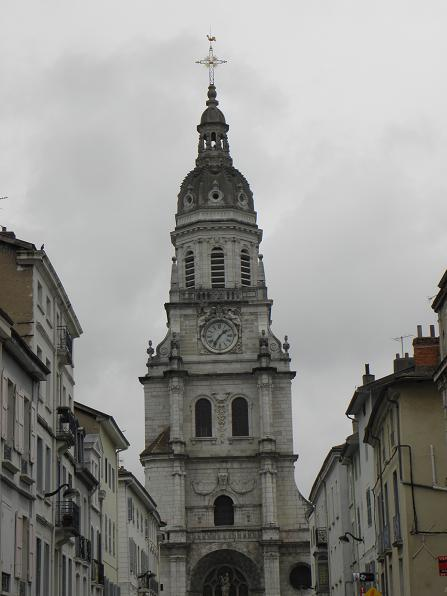
Concatedral de Nuestra Señora, en Bourg-en-Bresse

La sede de la diócesis se encuentra en la ciudad Bourg-en-Bresse, en donde reside el obispo y se halla la concatedral de Nuestra Señora, mientras que en Belley se encuentra la Catedral de San Juan Bautista.

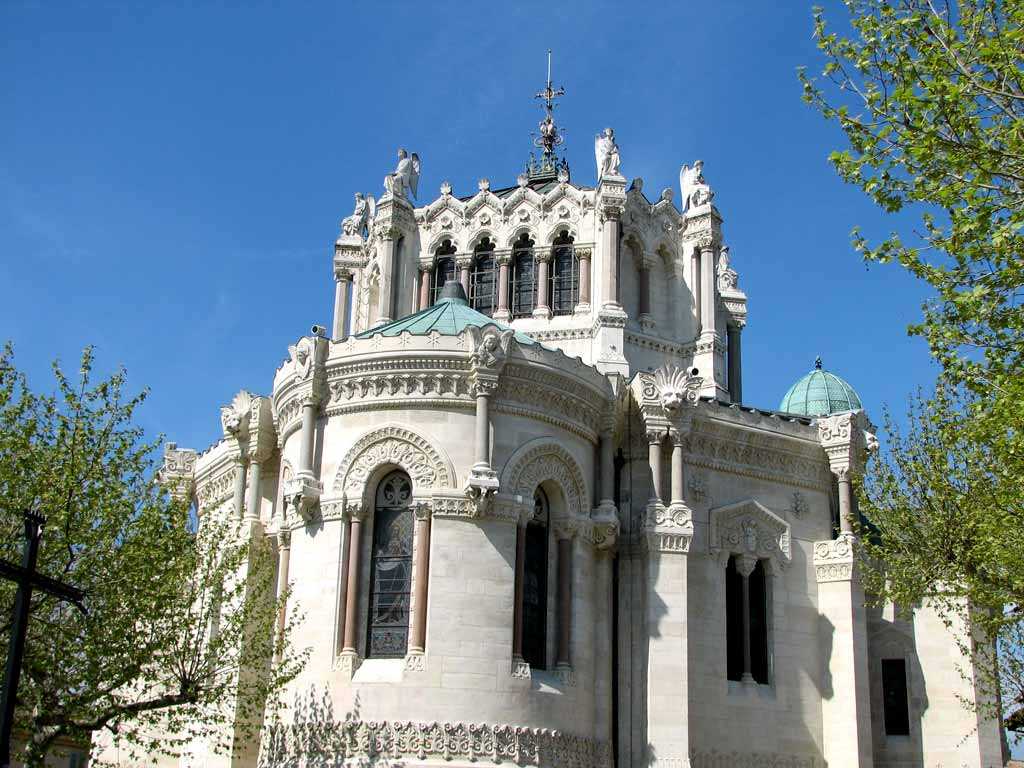
Basílica de Santa Filomena, en Ars

En 2022 en la diócesis existían 334 parroquias agrupadas en tres archidiaconados y 10 decanatos: Bourg-en-Bresse, Bresse, Revermont, Bugey meridional, alto Bugey, país de Gex y de la Michaille, pianura dell'Ain, Côtière, valle della Saône, Dombes.

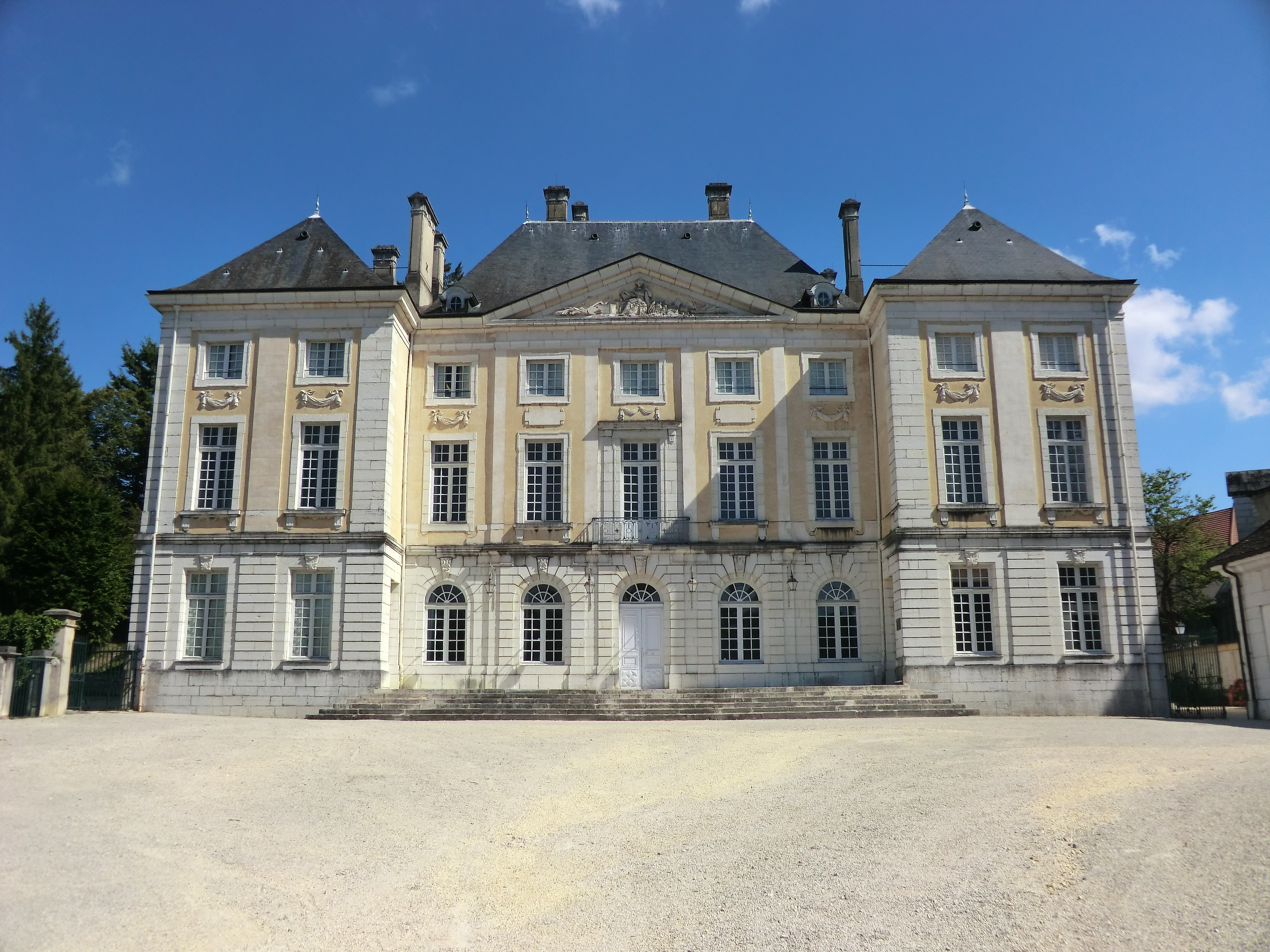
Palacio episcopal, en Belley

En la diócesis existen dos importantes lugares de peregrinación:
- la localidad de Ars, en donde permaneció san Juan María Vianney durante cuarenta años desempeñando sus funciones parroquiales. Sus restos mortales se encuentran en la basílica de Santa Filomena;
- la localidad de Cuet, en la comuna de Montrevel-en-Bresse, lugar de nacimiento de san Pedro Chanel, que murió mártir en Oceanía.

## Historia
La diócesis de Belley, según los antiguos catálogos episcopales, está documentada por primera vez a principios del siglo V con el obispo Audace, aunque el primer obispo históricamente documentado fue Vicente, que participó en el Concilio de París en 552. Por razones aún no claras desde el punto de vista histórico, la diócesis pasó a ser sufragánea de la arquidiócesis de Besanzón, aunque su territorio no era contiguo al del resto de la provincia eclesiástica.
El cabildo catedralicio, instituido entre los siglo IX y siglo X, fue inicialmente un capítulo secular, que adoptó la regla de san Agustín en 1142, con una bula del papa Inocencio II, bajo la cual vivieron hasta la segunda mitad del siglo XVI.
Desde principios del siglo XI Belley formó parte de los dominios de los condes de Saboya. Federico I Barbarroja, oponiéndose a los Saboya, concedió al obispo de Belley el título de príncipe del imperio en 1175, garantizándole algunos derechos de soberanía sobre la ciudad.
Antes de la Revolución francesa la diócesis incluía 112 parroquias, agrupadas en 8 arciprestazgos y distribuidas entre Bugey, Saboya y el Delfinado. Limitaba con la diócesis de Ginebra al noreste, la arquidiócesis de Lyon al noroeste, la arquidiócesis de Vienne al suroeste y la diócesis de Grenoble (desde 1779 la diócesis de Chambéry) al sudeste.
Tras el concordato de 1801 con la bula Qui Christi Domini del papa Pío VII del 29 de noviembre de 1801, la sede fue suprimida. Su territorio fue incorporado a las tres diócesis vecinas: Bugey fue agregado al territorio de la arquidiócesis de Lyon, la parte saboyana acabó en la diócesis de Chambéry y la parte del Delfinado en la diócesis de Grenoble.
Ya en 1817 se planeó la restauración de la diócesis de Belley, pero el concordato que había tomado estas decisiones no fue aprobado y sus decisiones quedaron sin implementar. La sede fue restablecida definitivamente el 6 de octubre de 1822 en virtud de la bula Paternae charitatis del Papa Pío VII con un territorio mucho mayor que la antigua diócesis. De hecho, la nueva diócesis, correspondiente al departamento de Ain y sufragánea de Besanzón, incorporó parte de los antiguos territorios de la arquidiócesis de Lyon (343 parroquias) y de las diócesis de Ginebra (95 parroquias), de Mâcon (3 parroquias) y de Saint-Claude (40 parroquias); las 49 parroquias restantes ya pertenecían al antiguo territorio diocesano.
El primer obispo, Alexandre-Raymond Devie, tuvo que afrontar la reorganización de la nueva diócesis; entre sus principales obras se encuentran la creación del seminario diocesano, inexistente en el Antiguo Régimen, y la reconstrucción de la catedral.
En 1949 la diócesis pasó a formar parte de la provincia eclesiástica de la arquidiócesis de Lyon.
El 1 de julio de 1971 cedió ocho parroquias a la arquidiócesis de Lyon.
En marzo de 1978 el obispo trasladó su residencia y las oficinas administrativas de la diócesis a Bourg-en-Bresse.
El 23 de enero de 1988 asumió su nombre actual en virtud del decreto Intra fines de la Congregación para los Obispos.
El 20 de agosto de 1990 la colegiata de Nuestra Señora de Bourg fue elevada a la dignidad de concatedral.

## Estadísticas
Según el Anuario Pontificio 2023, la diócesis tenía a fines de 2022 un total de 382 000 fieles bautizados.
| Año                                                                             | Población            | Población | Población      | Sacerdotes | Sacerdotes    | Sacerdotes    | Bautizados por sacerdote | Diáconos permanentes | Religiosos | Religiosos | Parroquias |
| Año                                                                             | Bautizados católicos | Total     | % de católicos | Total      | Clero secular | Clero regular | Bautizados por sacerdote | Diáconos permanentes | Varones    | Mujeres    | Parroquias |
| ------------------------------------------------------------------------------- | -------------------- | --------- | -------------- | ---------- | ------------- | ------------- | ------------------------ | -------------------- | ---------- | ---------- | ---------- |
| Diócesis de Belley                                                              |                      |           |                |            |               |               |                          |                      |            |            |            |
| 1950                                                                            | 290 000              | 306 864   | 94.5           | 460        | 402           | 58            | 630                      |                      | 125        | 325        | 443        |
| 1959                                                                            | 290 000              | 312 003   | 92.9           | 472        | 387           | 85            | 614                      |                      | 185        | 1007       | 443        |
| 1969                                                                            | 290 000              | 365 831   | 79.3           | 412        | 347           | 65            | 703                      |                      | 140        | 900        | 183        |
| 1980                                                                            | 290 700              | 377 400   | 77.0           | 324        | 269           | 55            | 897                      |                      | 93         | 667        | 353        |
| Diócesis de Belley-Ars                                                          |                      |           |                |            |               |               |                          |                      |            |            |            |
| 1990                                                                            | 369 000              | 430 000   | 85.8           | 284        | 229           | 55            | 1299                     | 3                    | 116        | 503        | 342        |
| 2000                                                                            | 350 000              | 515 186   | 67.9           | 234        | 194           | 40            | 1495                     | 8                    | 63         | 355        | 340        |
| 2002                                                                            | 350 000              | 515 270   | 67.9           | 211        | 188           | 23            | 1658                     | 8                    | 43         | 332        | 340        |
| 2006                                                                            | 350 000              | 515 278   | 67.9           | 199        | 180           | 19            | 1758                     | 11                   | 35         | 247        | 340        |
| 2012                                                                            | 354 600              | 584 000   | 60.7           | 192        | 180           | 12            | 1846                     | 13                   | 59         | 218        | 340        |
| 2015                                                                            | 359 500              | 603 827   | 59.5           | 159        | 135           | 24            | 2261                     | 14                   | 64         | 169        | 340        |
| 2018                                                                            | 369 200              | 626 127   | 59.0           | 141        | 126           | 15            | 2618                     | 13                   | 61         | 149        | 334        |
| 2020                                                                            | 376 400              | 638 425   | 59.0           | 142        | 119           | 23            | 2650                     | 13                   | 66         | 130        | 334        |
| 2022                                                                            | 382 000              | 647 634   | 59.0           | 135        | 125           | 10            | 2829                     | 14                   | 28         | 110        | 334        |
| Fuente: Catholic-Hierarchy, que a su vez toma los datos del Anuario Pontificio. |                      |           |                |            |               |               |                          |                      |            |            |            |

## Episcopologio
- Audace † (inicios del siglo V)
- Tarnisco †
- Migezio †[nota 3]
- Vicente † (antes de 552-después de 570)
- Evroldo †
- Claudio I †
- Félix † (antes de 585-después de 589)
- Aquilino † (mencionado en 614)
- Fiorentino † (mencionado en 650)
- Ipodimio †
- Pracmazio †
- Berterio †
- Ansemondo † (mencionado en 722)
- San Hipólito † (antes de 755-circa 776 falleció)
- Gondoaldo †
- Agislo †
- Eulogio †
- Adoreperto †
- Ermonberto †
- Rodogerio †
- Ritfredo †
- Esteban I †
- Ringuino †
- Sigoldo †
- Adalbaldo † (antes de 887-después de 899)
- Esteban II † (inicios del siglo X)[nota 4]
- Elisachar (o Elisiardo) † (antes de 915-después de 927)
- Isacco †
- Jerónimo † (mencionado en 932)
- Erico (o Enrico) † (mencionado en 985)
- Desiderio †
- Eudes I † (antes de 995-después de 1003)
- Herdulphe †
- Aimone de Saboya † (antes de 1028-después de 1044)
- Gauceran † (antes de 1053-después de 1072)
- Ponce † (antes de 1091-después de 1115)
- Amicon † (mencionado en 1120 circa)
- Ponce de Balmey, O.Carth. † (1121-después de 1129 renunció)
- Berlion † (mencionado en 1134)
- Nantellus †
- Bernard de Portes, O.Carth. † (? renunció)
- Guillaume I † (antes de 1141-después de 1160)
- Ponce de Thoire † (mencionado en 1162)
- San Antelmo, O.Carth. † (18 de septiembre de 1163 consagrado-26 de junio de 1178 falleció)
- Renaud, O.Carth. † (1178-30 de noviembre de 1188 falleció)
- San Artaldo, O.Carth. † (1188-1190 renunció)
- Eudes II † (1190-?)
- Bernard II de Thoire, O.Carth. † (antes de 1198-4 de marzo de 1207 falleció)
- Benoit de Langres † (mencionado en 1208)
- Bernard III de Thoire-Villars † (1211-1212 renunció)
- Boniface de Thoire-Villars † (1213-1218)
- Jean de Rotoire †
- Pierre de Saint-Cassin, O.Cist. †
- Bonifacio de Saboya, O.Carth. † (1232-17 de septiembre de 1243 nombrado arzobispo de Canterbury)
- Bernard IV † (mencionado en 1244)
- Pierre II †
- Thomas de Thorimbert † (mencionado en 1250)
- Giovanni da Piacenza † (antes de 1255-después de 1269)
- Bernard V † (mencionado en 1272)
- Berlion D'Amisin † (antes de 1280-después de 1282)
- Guillaume II
- Pierre de La Baume † (antes de 1285-después de 1298)
- Jean de La Baume † (mencionado en 1308)
- Thomas II † (1308-después de 1314)
- Jacques de Saint-André † (1325-? falleció)
- Amédée d'Amasin † (8 de enero de 1349-? falleció)
- Guillaume de Martel † (18 de enero de 1356-1368 falleció)
- Edoardo de Saboya-Acaia, O.S.B. † (7 de mayo de 1371-27 de noviembre de 1375 nombrado obispo de Sion)
- Nicolas de Bignes † (27 de noviembre de 1375-19 de abril de 1394 falleció)
  - Aymon † (7 de agosto de 1394-1395 renunció) (administrador apostólico)
- Rodolphe de Bonet † (26 de abril de 1395[nota 5]-1413 falleció)
- Antoine Clément, O.F.M. † (1 de abril de 1422-? renunció)
- Guillaume Didier † (3 de diciembre de 1427-17 de mayo de 1437 nombrado obispo de Vercelli)
- Aimerico Segaudi, C.R.S.A. † (18 de diciembre de 1437-28 de noviembre de 1438 nombrado obispo de Mondovì)
- Percival de la Baume † (28 de noviembre de 1438-1444)
- Pierre de Bolomier † (6 de abril de 1444-1461 falleció)
- Guillaume de Varax † (5 de enero de 1461-18 de abril de 1462 nombrado obispo de Lausana)
- Jean de Varax † (26 de abril de 1462-1507 falleció)
- Claude de Estavayer, O.Cist. † (24 de mayo de 1507-28 de diciembre de 1534 falleció)
  - Philippe de la Chambre, O.S.B. † (8 de enero de 1535-24 de mayo de 1538 renunció) (administrador apostólico)
- Antoine de la Chambre † (24 de mayo de 1538-1575 falleció)
- Jean-Godefroi Ginod † (27 de abril de 1575-12 de abril de 1604 falleció)
  - Sede vacante (1604-1609)
- Jean-Pierre Camus † (25 de mayo de 1609-1629 renunció)
- Jean de Passelaigue, O.S.B.Clun. † (19 de noviembre de 1629-12 de agosto de 1663 falleció)
  - Sede vacante (1663-1665)
- Jean-Albert Belin, O.S.B.Clun. † (7 de diciembre de 1665-29 de abril de 1677 falleció)
- Pierre du Laurens, O.S.B.Clun. † (7 de noviembre de 1678-13 de enero de 1705 falleció)
- François de Madot † (7 de septiembre de 1705-16 de marzo de 1712 nombrado obispo de Chalon)
- Jean du Doucet (Dousset) † (5 de octubre de 1712-4 de febrero de 1745 falleció)
- Jean-Antoine de Tinseau † (19 de julio de 1745-19 de julio de 1751 nombrado obispo de Nevers)
- Gabriel Cortois de Quincey † (19 de julio de 1751-14 de enero de 1791 falleció)
  - Sede vacante (1791-1801)
  - Sede suprimida (1801-1822)
- Alexandre-Raymond Devie † (13 de enero de 1823-25 de julio de 1852 falleció)
- Georges-Claude-Louis-Pie Chalandon † (25 de julio de 1852 por sucesión-4 de febrero de 1857 nombrado arzobispo de Aix)
- Pierre-Henri Gérault de Langalerie † (14 de febrero de 1857-30 de septiembre de 1871 nombrado arzobispo de Auch)
- François-Marie-Benjamin Richard de la Vergne † (16 de octubre de 1871-7 de mayo de 1875 nombrado arzobispo coadjutor de París[nota 6])
- Jean-Joseph Marchal † (8 de junio de 1875-30 de enero de 1880 nombrado arzobispo de Bourges)
- Pierre-Jean-Joseph Soubiranne † (30 de enero de 1880-octubre de 1887 renunció[nota 7])
- Louis-Henri-Joseph Luçon † (8 de noviembre de 1887-21 de febrero de 1906 nombrado arzobispo de Reims)
- François-Auguste Labeuche † (13 de julio de 1906-18 de marzo de 1910 falleció)
- Adolph Manier † (13 de abril de 1910-30 de julio de 1929 falleció)
- Virgile-Joseph Béguin † (15 de noviembre de 1929-24 de diciembre de 1934 nombrado arzobispo de Auch)
- Amédée-Marie-Alexis Maisonobe † (29 de mayo de 1935-15 de noviembre de 1954 falleció)
- René-Fernand-Eugène Fourrey † (2 de junio de 1955-17 de mayo de 1975 retirado)
- René-Alexandre Dupanloup † (17 de mayo de 1975 por sucesión-7 de noviembre de 1986 renunció)
- Guy Claude Bagnard (8 de julio de 1987-15 de junio de 2012 retirado)
- Pascal Roland, desde el 15 de junio de 2012